# Asa Gray
Pour les articles homonymes, voir Gray.
 (février 2010).
Si vous disposez d'ouvrages ou d'articles de référence ou si vous connaissez des sites web de qualité traitant du thème abordé ici, merci de compléter l'article en donnant les références utiles à sa vérifiabilité et en les liant à la section « Notes et références ».
Asa Gray, né le 18 novembre 1810 et mort le 30 janvier 1888, est un botaniste américain, disciple et collaborateur de John Torrey, qui apporta des informations utiles à Charles Darwin. Il joua un rôle très important dans l'amélioration de la connaissance de la taxinomie des plantes nord-américaines.

## Biographie
Des nombreux travaux de Gray sur la botanique, le plus connu est son Manual of the Botany of the Northern United States, from New England to Wisconsin and South to Ohio and Pennsylvania Inclusive. Ce livre, baptisé plus simplement le Manuel de Gray, a connu de très nombreuses éditions et reste un standard de guide de terrain.
En 1842, Gray devient professeur d'histoire naturelle à l'université de Harvard. Il donne à celle-ci une immense collection de livres et d'échantillons botaniques, ce qui permet la création d'un département de botanique, le Gray Herbarium qui lui est dédié.
Par sa correspondance avec Darwin, Gray lui offre d'utiles informations pour son livre sur l'origine des espèces. Même s'il était théiste et pensait que Dieu était à l'origine de l'évolution, iI fut l'un des plus fervents supporters de Darwin aux États-Unis. Il rassemble ses articles, sous le titre de Darwiniana, ouvrage qui a un grand impact sur la diffusion des idées darwiniennes.
Gray est le premier président de l’American Academy of Arts and Sciences (1863-1873), il préside également l’American Association for the Advancement of Science (1872), il participe au conseil de la Smithsonian Institution (1874 -1888). Il devient membre étranger de la Royal Society en 1873. Il est enterré dans le cimetière de Mount Auburn à Cambridge au Massachusetts(p1010).

## Postérité
Dans le film Styx, réalisé par Wolfgang Fischer en 2018, l'héroïne embarque en solitaire sur un yacht nommé « Asa Gray » pour un voyage sur les traces de Charles Darwin, de Gibraltar à l'Île de l'Ascension, dans l'Atlantique sud.

## Liste partielle des publications
- 1838-1843 : avec John Torrey (1796-1873) A flora of North America
- 1845 et 1850 : Plantae Lindheimerianae: An enumeration of F. Lindheimer's collection of Texan plants, with remarks and descriptions of new species, etc., zusammen mit Georg Engelmann über die botanische Sammlung von Ferdinand Lindheimer, Boston Journal of Natural History, vol. 5 + 6, Boston
- 1848 : A Manual of the Botany of the Northern United States
- 1848-1849 : Genera florae Americae boreali-orientalis illustrata
- 1849 : Plantæ Fendlerianæ Novi-Mexicanæ — description des plantes récoltées par August Fendler (1813-1883) au Nouveau-Mexique
- 1852-1853 : Plantae Wrightianae texano-neo-mexicanae
- 1854 : Botany of the United States Expedition during the years 1838-1842 under the command of Charles Wilkes, Phanerogamia
- 1878-1897 : Synoptical Flora of North America, complété par Benjamin Lincoln Robinson (1864-1935)
- 1846-1888 : Contributions to North American Botany, in: Proceedings of the American academy of arts and sciences, volumes 1-23,